# 敦煌酒樓集團
敦煌酒樓集團（Treasure Restaurant Group，下稱「敦煌」，1977年10月25日 —2002年6月5日）是香港1980年代至1990年代數一數二的中式酒樓集團，全盛時期共開設超過20間分店。在1996年至1997年以高價買入多項物業，亞洲金融風暴後，因樓價及營業額大跌，令集團出現財政危機，要相繼出售物業套現。而亞洲金融風暴後，香港經濟未能迅速復原。最後，敦煌於2002年6月5日宣佈全線結業。

## 歷史

### 起步期
1977年，敦煌第一代掌舵人簡翼雲聯同茶葉、凍肉、海味供應商共三、四十人，在油麻地彌敦道469-471號新光商業大廈開辦第一間敦煌酒樓，可是當時酒樓業界並不看好、地點又不理想，由於敦煌以「酒店式服務、平民化收費」招徠顧客，加上服務好、品質佳。之後竟成功殺出血路，改寫了香港人在舊式茶樓賞雀、吃東西的「飲茶文化」。加上簡氏家族又人面廣，結果敦煌很快就闖出名堂，不少社團選擇在此聚餐。街坊也樂於捧場。而油麻地敦煌也成為旗艦店，員工都稱之為「祠堂」，以示其地位之特殊。敦煌的成功，成為了當時中式酒樓集團的榜樣，亦令不少酒樓東主仿效，造就了新光、聯邦、好彩、漢寶等大眾化中式酒樓集團，亦應運而生。 
1980年，收購油麻地吳松街萬壽宮菜館。
1984年，敦煌在北角英皇道436號新都城大廈開設另一間分店，該店無論在酒樓面積、員工人數及顧客方面均是各店之最。

### 發展期
隨後，由於營業額不斷增加，敦煌亦因此擴充業務，開了很多分店，遍佈於香港的柴灣、旺角、太子、紅磡、長沙灣、新蒲崗、牛池灣、九龍灣、藍田、將軍澳、沙田、馬鞍山、大埔、粉嶺、元朗、屯門、青衣、荃灣，以至中國內地的廣州市。
1986年，簡煥章在弟弟簡祺章及兒子簡衛華協助下，透過招標買入沙田城門河畔，敦煌畫舫（現時稱為「水中天」）現址82,000餘方呎地皮，地價1200萬港元，簡煥章一心建立敦煌的新旗艦店，要把昔日沙田畫舫的景象重現。
1988年，敦煌再斥資4000多萬港元建成敦煌畫舫。敦煌畫舫是一座仿古設計石舫，配以敦煌畫舫裝飾，入夜燈火通明，極具特色，成為沙田區地標及旅遊景點之一，不少食客都慕名前往光顧。敦煌畫舫啟業後，沙田區敦煌分店曾多達4間，但「成也沙田，敗也沙田」，簡氏在沙田分店的失利種下了敦煌集團灰飛煙滅的遠因。

### 全盛期
集團除以「敦煌酒樓」及「敦煌海鮮酒家」名稱經營外，更以「萬壽宮菜館」及「珊瑚軒京川菜館」經營。此外，敦煌更經營酒店業務，經營油麻地萬年青酒店及廣州麗都大酒店。在全盛時期，敦煌共開設至少20間分店（有些人更說超過30間），員工人數達3300人，每年營業額達15億港元。當時，酒樓業的職工都以在敦煌工作為榮。在1989年，敦煌酒樓員工薪金相當高，低級的3000至4000港元，高級職員的每月薪金可以超過10,000港元。而且敦煌酒樓的員工福利優厚，當時更是全行之冠。例如主管每年均獲免費往歐洲旅遊，普通職員也可每兩年免費到東南亞或中國大陸旅遊，至亞洲金融風暴後才取消。

### 衰落期
可是，敦煌在1996年至1997年以高價買入多項物業（新蒲崗越秀廣場、旺角聯合廣場、將軍澳慧安商場和大埔區昌運中心），加上當時泡沫經濟，樓價持續上升，即使有人以4億港元的高價收購沙田敦煌畫舫，大股東亦不願割愛，埋下了敦煌衰亡的伏線。亞洲金融風暴後，因樓價及敦煌營業額大跌，令集團出現財政危機，要相繼出售物業套現。其中敦煌畫舫最終以1億6000萬港元賣出，比高峰期跌了60%。之後，又陸續有多間分店結業或轉手。1990年代，敦煌酒樓曾以「講食講排場，敦煌至似樣」的廣告標語作宣傳。
1997年11月，敦煌第二代傳人簡煥章去世，繼承人簡衛華和簡祺章都是外行，其中，簡祺章更大開行政部門包括財務、宣傳、工程、採購及人事部等，將一人管理的工作，分拆成多個部門，雖是實行了管理現代化，卻使支出大增。而且，簡祺章無故策劃以對帳形式購買沙田畫舫，削弱公司資金的營運周轉，幸及後遭簡衛華反對才終止計畫，但已元氣大傷，加上香港經濟持續低迷，敦煌的生意額也由1990年代初的每年12億至13億港元，減至亞洲金融風暴後的9億港元，無形使敦煌百上加斤。
到了2001年，敦煌開始欠下「貨客數」（即海鮮、鮑參翅肚等供應商的貨款），並有供應商入稟法庭追數。據了解，敦煌酒樓對供應商的賒貨期達十多個月，2002年初，更開始有供應商鑑於賒貨額太多，敦煌無法向已入稟法庭的貨客還款，要求敦煌以現金交易，這對敦煌的經營構成沉重壓力，令敦煌要削減分店數目。雖然面對如此困境，但集團對員工依然很好，從未試過拖欠薪金，因而勞資雙方上下一心，十分團結。直至結業前數天，負責人表示要六折支付薪金時，員工基於多年的感情，對資方此舉也沒有怨言。只是北角敦煌由於種種原因，員工連6折的薪金也收不到，才引起員工不滿及怠工。集團高層曾經對於是否全線結業有不同意見，但很明顯，他們對撤退已有部署。在結業前不久，深水埗福榮街的敦煌酒樓已經結業；2002年6月初，前身是龍鳳酒樓的敦煌也關門，這兩間酒樓所在位置均是簡家祖業，加上當時新光酒樓「以薪代假」案對飲食業造成很大影響，不少酒樓的員工已準備向僱主追討假期薪酬，大大加重僱主的負擔。由此可見他們對經營酒樓已是意興闌珊。
最後，敦煌酒樓集團在2002年6月5日，因資不抵債，宣佈旗下11間分店全線結業，共2000員工受影響。

### 影響
敦煌結業，對社會有很大的迴響。2000名員工失業，當時估計敦煌資方拖欠員工的薪酬及遣散費等超過1億港元，是香港飲食業有史以來最大宗的破產事件。當時更有工會估計，破產欠薪保障基金可能需為敦煌結業支付過億元的欠薪及遣散費，擔心基金難以負擔。
至於供應商方面，敦煌約有300-400名供應商，敦煌結業後，他們組成「敦煌酒樓貨物供應商權益關注組」，關注組發言人、供應商「花都蔬果公司」負責人鄭逸文指，每間公司約聘用約十個員工，如果有供應商因為無法追回欠款或被債主要求即時還債，造成資金周轉不靈而倒閉，將會有3000-4000人失業，不會比敦煌所遣散的員工少。部分供應商更認為敦煌是大集團，賺錢快，雙方講個信字。但原來敦煌資不抵債，結業前更要求供應商賒貨，到供應商向敦煌追討欠款時，敦煌員工表示變賣物業後就會把欠款歸還，可是未把欠款歸還便把酒樓結業，有詐騙之嫌。而部分供應商更指敦煌佔去大部分生意額，部分供應商為免得失敦煌，只好忍受對方拖欠貨款。而敦煌的代表在2002年7月的一次債權人會議中指出，即使敦煌全部資產變賣，只能套現7000萬元，仍欠債4億，其中欠供應商的1億9000萬元也無法賠償。
根據香港《破產條例》規定，一間公司清盤後的還款次序依次為有抵押債權人、法庭訟費、行政費及破產管理署收費、對僱員的欠薪、政府及業主，最後才是無抵押債權人；供應商可取回欠款的機會微乎其微。

## 分店
敦煌曾在以下地點開設分店：
| 敦煌酒樓 - 油麻地彌敦道469-471號 - 北角英皇道436號新都城大廈 - 荃灣廣場6樓 - 土瓜灣馬坑涌道地下至2樓 敦煌畫舫 - 沙田大涌橋路57-59號 萬壽宮菜館 - 九龍油麻地吳松街42-52號 珊瑚軒京川菜館 - 香港北角錦屏街9號 - 荃灣廣場6樓 酒店 - 萬年青酒店（油麻地） - 廣州麗都大酒店 | 敦煌海鮮酒家 - 香港柴灣小西灣邨商場3樓 - 九龍旺角彌敦道621-623號 - 九龍太子彌敦道760號聯合廣場二樓 - 九龍長沙灣福榮街520號 - 九龍紅磡灣中心地下 - 九龍新蒲崗越秀廣場5樓 - 九龍牛池灣彩雲邨商場三期2樓 - 九龍九龍灣德福廣場二期6樓 - 九龍藍田匯景廣場4樓 - 新界將軍澳東港城商場2樓 - 新界將軍澳毓雅里9號慧安商場1樓 - 新界沙田新城市廣場第一期6樓 - 新界沙田好運中心L3樓 - 新界沙田大會堂平台 - 新界馬鞍山中心商場1樓 - 新界馬鞍山頌安邨商場1樓 - 新界大埔昌運中心商場1樓 - 新界大埔超級城（大埔中心） - 新界粉嶺嘉福邨商場1樓 - 新界元朗新元朗中心L2（現稱L1） - 新界屯門雅都花園商場2樓 - 新界青衣城3樓 - 新界荃灣英皇娛樂廣場2樓 |

## 外部參考
- 敦煌拖垮逾十供應商 血本無歸紛倒閉 再二千人丟飯碗 （页面存档备份，存于）（太陽報）
- 無抵押債權人難獲賠償 （页面存档备份，存于）（太陽報）
- 敦煌結業欠薪億元 （页面存档备份，存于）
- 敦煌15店結業2000人失業[永久]（東方日報）
- 愛國酒樓高峰期逾廿分店[永久]（東方日報）
- 敦煌拖欠薪金遣散費7000萬[永久]（東方日報）

1. ↑  . YouTube. 2013-06-30  [2023-06-30]. （原始内容存档于2023-06-30）.
2. ↑  . YouTube. 2020-07-06  [2023-06-30]. （原始内容存档于2023-06-30）.
3. ↑  . YouTube. 2019-08-14  [2023-06-30]. （原始内容存档于2023-06-30）.
4. ↑  . YouTube. 2019-08-14  [2023-06-30]. （原始内容存档于2023-06-30）.
5. ↑  . YouTube. 2017-06-19  [2023-06-30]. （原始内容存档于2023-06-30）.